# シュド・ウエスト アリエル
シュド・ウエスト アリエル
シュド・ウエスト S.O.1110 アリエルII
- 用途：実験用小型ヘリコプター
- 製造者：シュド・ウエスト
- 初飛行：1947年

シュド・ウエスト アリエル (Sud-Ouest Ariel) は、フランスのシュド・ウエスト社、後のシュド・アビアシオン社で設計、製造された2座席の軽ヘリコプターである。この機のローターはブレードの先端から噴出される圧縮空気ジェットで回転した。

## 設計と開発
S.O.1100 アリエルIは、1947年に初飛行を行った密閉式キャビンを持つ小型の全金属製ヘリコプターであった。マティス G8エンジンでチュルボメカ製圧縮機を駆動し、圧縮機で作り出された低圧の圧縮空気は3枚ブレードローターの各ブレードの先端まで導かれた。各ブレードの先端は燃焼室となっており、そこで空気が燃料と混合されて点火された。アリエルは2枚の垂直尾翼を備える短いテールブームを備えていた1949年3月23日にアリエルIに似ていたが尾翼を刷新された改良型のS.O.1110 アリエルIIが飛行した。
最終型のS.O.1120 アリエルIIIは、前の2つの型とは異なりチュルボメカ アリウス (Turbomeca Arrius) タービン圧縮機を搭載した。動力源を換装したために生じた空間には追加の座席が取り付けられた。もう一つの相違点は尾翼で、アリエルIIIは単一の垂直尾翼と方向舵を備えていた。タービンからのジェット噴流を方向制御に使用しており、方向舵に繋がる方向制御板が噴流を向きを制御していた。

## 運用の歴史
アリエルは量産には入らなかったが、ここで得た知見はシュド・ウエスト ジンの開発に活かされた。

## 派生型
S.O.1100 アリエルI
ピストンエンジン駆動の圧縮機を搭載した2座のチップジェット式実験エリコプター。
S.O.1110 アリエルII
尾翼を刷新した改良型。
S.O.1120 アリエルIII
タービン圧縮機を搭載した3座の改良型。

## 要目 (Ariel II)
出典: The Illustrated Encyclopedia of Aircraft
諸元
- 乗員: 2
- 全長: 7.15 m （23 ft 5 in）
- 全高:
- ローター直径: 10.80 m （35 ft 5¼ in）
- 空虚重量: 725 kg （1,598 lb）
- 運用時重量: 1,080 kg （2,380 lb）

性能
- 巡航速度: 170 km/h  105 mph
- 航続距離: 300 km  186 miles